# میرانی، بلوچستان
می‌رانی (به انگلیسی: Mirani) یک منطقهٔ مسکونی در پاکستان است که در ایالت بلوچستان واقع شده‌است. می‌رانی ۱٬۸۷۷ متر بالاتر از سطح دریا واقع شده‌است.